# Lijst van gemeentelijke monumenten in Delft/Centrum

Buurt 04: Centrum

De buurt Centrum in het centrum van de Nederlandse gemeente Delft kent 158 gemeentelijke monumenten. Hieronder een overzicht.
| Object | Bouwjaar  | Architect              | Locatie                                            | Coördinaten                  | Nr.       | Afbeelding |
| --- | --------- | ---------------------- | -------------------------------------------------- | ---------------------------- | --------- | --- |
| Pand in blokje van twee panden, een geheel vormend met een derde pand, rechts op de hoek met de Burgwal. Rond 1900 gebouwd in een eenvoudige eclectische bouwstijl. Het is van belang als onderdeel van het blokje met Beestenmarkt 3 en Burgwal 53, in oorsprong een pand, georiënteerd op de Burgwal. | 1900      |                        | Beestenmarkt 1                                     | 52° 0' 41" NB, 4° 21' 43" OL | 0503/103  | Pand in blokje van twee panden, een geheel vormend met een derde pand, rechts op de hoek met de Burgwal. Rond 1900 gebouwd in een eenvoudige eclectische bouwstijl. Het is van belang als onderdeel van het blokje met Beestenmarkt 3 en Burgwal 53, in oorsprong een pand, georiënteerd op de Burgwal. |
| Pand in blokje van twee panden, een geheel vormend met een derde pand, rechts op de hoek met de Burgwal. Rond 1900 gebouwd in een eenvoudige eclectische bouwstijl. Het is van belang als onderdeel van het blokje met Beestenmarkt 3 en Burgwal 53, in oorsprong een pand, georiënteerd op de Burgwal. | 1900      |                        | Beestenmarkt 3                                     | 52° 0' 41" NB, 4° 21' 43" OL | 0503/104  | Pand in blokje van twee panden, een geheel vormend met een derde pand, rechts op de hoek met de Burgwal. Rond 1900 gebouwd in een eenvoudige eclectische bouwstijl. Het is van belang als onderdeel van het blokje met Beestenmarkt 3 en Burgwal 53, in oorsprong een pand, georiënteerd op de Burgwal. |
| Winkelwoonhuis, in opzet 17de-eeuws of ouder, in sobere traditionele vormen. Gemoderniseerd in de 19de eeuw. Pui uit 1992, geïnspireerd op de 19de-eeuwse pui die tot dat jaar aanwezig was. | 1600-1700 |                        | Beestenmarkt 5                                     | 52° 0' 41" NB, 4° 21' 44" OL | 0503/109  | Winkelwoonhuis, in opzet 17de-eeuws of ouder, in sobere traditionele vormen. Gemoderniseerd in de 19de eeuw. Pui uit 1992, geïnspireerd op de 19de-eeuwse pui die tot dat jaar aanwezig was. |
| Dubbel bedrijfspand met bovenwoningen, rond1905 gebouwd in een sobere eclectische bouwtrant met bescheiden kenmerken van de Nieuwe Kunst. | 1905      |                        | Beestenmarkt 7/7b                                  | 52° 0' 40" NB, 4° 21' 44" OL | 0503/111  | Dubbel bedrijfspand met bovenwoningen, rond1905 gebouwd in een sobere eclectische bouwtrant met bescheiden kenmerken van de Nieuwe Kunst. |
| Pand, in oorsprong bedrijfspand met bovenwoning en woning. Met vrijwel identieke gevels zowel georiënteerd op de Beestenmarkt als op de Burgwal. Gebouwd in de tweede helft van de 19de eeuw, in een eclectisch-classicistische stijl. Pui aan de zijde van de Beestenmarkt gewijzigd in 1968. | 1850-1900 |                        | Beestenmarkt 8                                     | 52° 0' 42" NB, 4° 21' 44" OL | 0503/120  | Pand, in oorsprong bedrijfspand met bovenwoning en woning. Met vrijwel identieke gevels zowel georiënteerd op de Beestenmarkt als op de Burgwal. Gebouwd in de tweede helft van de 19de eeuw, in een eclectisch-classicistische stijl. Pui aan de zijde van de Beestenmarkt gewijzigd in 1968. |
| Dubbelpand, in opzet laatgotisch, wellicht 16de-eeuws. Gemoderniseerd in de 19de eeuw. Het is typologisch van belang als vroeg voorbeeld van een dubbelpand met een zadeldak en de scheidingsmuur onder de nok. | 1500-1600 |                        | Beestenmarkt 10/12/12a                             | 52° 0' 42" NB, 4° 21' 44" OL | 0503/122  | Dubbelpand, in opzet laatgotisch, wellicht 16de-eeuws. Gemoderniseerd in de 19de eeuw. Het is typologisch van belang als vroeg voorbeeld van een dubbelpand met een zadeldak en de scheidingsmuur onder de nok. |
| Winkelwoonhuis in traditionele vormen, 19de-eeuws van karakter maar in opzet mogelijk ouder. | 1800-1900 |                        | Beestenmarkt 11/11a/c                              | 52° 0' 40" NB, 4° 21' 44" OL | 0503/112  | Winkelwoonhuis in traditionele vormen, 19de-eeuws van karakter maar in opzet mogelijk ouder. |
| Bedrijfspand met bovenwoning, 19de-eeuws van karakter, in opzet wellicht ouder. Pui gewijzigd in 1966. | 1800-1900 |                        | Beestenmarkt 14/14a                                | 52° 0' 42" NB, 4° 21' 44" OL | 0503/124  | Bedrijfspand met bovenwoning, 19de-eeuws van karakter, in opzet wellicht ouder. Pui gewijzigd in 1966. |
| Bedrijfspand met bovenwoning, midden-19de-eeuws van karakter, met een voor- gevel in sobere eclectisch-classicistische vormen. Het is typologisch van belang als café met stalling gerelateerd aan de vroegere veemarkt op de Beestenmarkt. | 1850      |                        | Beestenmarkt 16/18a t/m 18d                        | 52° 0' 42" NB, 4° 21' 45" OL | 0503/125  | Bedrijfspand met bovenwoning, midden-19de-eeuws van karakter, met een voor- gevel in sobere eclectisch-classicistische vormen. Het is typologisch van belang als café met stalling gerelateerd aan de vroegere veemarkt op de Beestenmarkt. |
| Winkelwoonhuis, in de late 19de eeuw gebouwd in een sobere eclectisch- classicistische bouwtrant, pui op de hoek uit 1924. | 1875      |                        | Beestenmarkt 25/27/31a/31b                         | 52° 0' 40" NB, 4° 21' 45" OL | 0503/113  | Winkelwoonhuis, in de late 19de eeuw gebouwd in een sobere eclectisch- classicistische bouwtrant, pui op de hoek uit 1924. |
| Bedrijfspand, wellicht reeds van oorsprong met horeca-functie, in de tweede helft van de 19de eeuw gebouwd in eclectisch-classicistische vormen. Het is van belang vanwege de kenmerkende architectuur. Het is typologisch van belang als 'horecapand', gerelateerd aan de veemarkt op de Beestenmarkt. | 1850-1900 |                        | Beestenmarkt 26                                    | 52° 0' 42" NB, 4° 21' 46" OL | 0503/126  | Bedrijfspand, wellicht reeds van oorsprong met horeca-functie, in de tweede helft van de 19de eeuw gebouwd in eclectisch-classicistische vormen. Het is van belang vanwege de kenmerkende architectuur. Het is typologisch van belang als 'horecapand', gerelateerd aan de veemarkt op de Beestenmarkt. |
| Winkelwoonhuis, in opzet een geheel vormend met het links belendende, inmiddels geheel herbouwde buurpand. Voorgevel in sobere traditionele vormen, uit de late 18de of vroege 19de eeuw. In opzet mogelijk ouder. Zolderverdieping met forse dakkapel in traditionalistische vormen uit 1921. | 1800-1900 |                        | Beestenmarkt 27/31/31a/31b                         | 52° 0' 40" NB, 4° 21' 45" OL | 0503/116  | Winkelwoonhuis, in opzet een geheel vormend met het links belendende, inmiddels geheel herbouwde buurpand. Voorgevel in sobere traditionele vormen, uit de late 18de of vroege 19de eeuw. In opzet mogelijk ouder. Zolderverdieping met forse dakkapel in traditionalistische vormen uit 1921. |
| Pand, in oorsprong dubbel bedrijfspand met bovenwoningen, in 1891 gebouwd in een eclectische bouwtrant. Inwendig gewijzigd na 1945. Het is van belang vanwege de fraai gedetailleerde architectuur. Het pand is typologisch van belang als goed en gaaf voorbeeld van een dubbel bedrijfspand met bovenwoningen uit het einde van de 19de eeuw. | 1891      |                        | Beestenmarkt 43/43b                                | 52° 0' 41" NB, 4° 21' 47" OL | 0503/117  | Pand, in oorsprong dubbel bedrijfspand met bovenwoningen, in 1891 gebouwd in een eclectische bouwtrant. Inwendig gewijzigd na 1945. Het is van belang vanwege de fraai gedetailleerde architectuur. Het pand is typologisch van belang als goed en gaaf voorbeeld van een dubbel bedrijfspand met bovenwoningen uit het einde van de 19de eeuw. |
| Bedrijfspand met bovenwoning, 19de-eeuws van karakter, in opzet mogelijk ouder. | 1800-1900 |                        | Beestenmarkt 45, 45a en 49                         | 52° 0' 41" NB, 4° 21' 47" OL | 0503/118  | Bedrijfspand met bovenwoning, 19de-eeuws van karakter, in opzet mogelijk ouder. |
| Bedrijfspand, in 1948 gebouwd als reconstructie van een uit 1584 daterend pand ter plaatse, dat dienstdeed als waaggebouw in relatie tot de veehandel op de Beestenmarkt. Verzorgde en decoratief gedetailleerde traditionalistische bouwstijl. Het is van belang vanwege de bijzondere relatie met de Beestenmarkt. | 1948      |                        | Beestenmarkt 45/45a, 49                            | 52° 0' 41" NB, 4° 21' 47" OL | 0503/119  | Bedrijfspand, in 1948 gebouwd als reconstructie van een uit 1584 daterend pand ter plaatse, dat dienstdeed als waaggebouw in relatie tot de veehandel op de Beestenmarkt. Verzorgde en decoratief gedetailleerde traditionalistische bouwstijl. Het is van belang vanwege de bijzondere relatie met de Beestenmarkt. |
| Bedrijfspand met bovenwoning, 19de-eeuws van karakter door gestucte voorgevel in eclectisch classicistische vormen, in opzet mogelijk ouder. | 1800-1900 |                        | Boterbrug 1, Oude Delft 110a                       | 52° 0' 39" NB, 4° 21' 25" OL | 0503/442  | Bedrijfspand met bovenwoning, 19de-eeuws van karakter door gestucte voorgevel in eclectisch classicistische vormen, in opzet mogelijk ouder. |
| Bedrijfspand met bovenwoning, 19de-eeuws karakter door gestucte voorgevel in eclectisch classicistische vormen, in opzet mogelijk ouder (Boterbrug) Winkelwoonhuis uit de tweede helft van de 19e eeuw, in sobere eclectische trant. Winkelpui uit 1925 in traditionalistische vormen. ( Oude Delft) | 1850-1900 |                        | Oude Delft 110/110a, Boterbrug 1                   | 52° 0' 39" NB, 4° 21' 25" OL | 0503/776  | Bedrijfspand met bovenwoning, 19de-eeuws karakter door gestucte voorgevel in eclectisch classicistische vormen, in opzet mogelijk ouder (Boterbrug) Winkelwoonhuis uit de tweede helft van de 19e eeuw, in sobere eclectische trant. Winkelpui uit 1925 in traditionalistische vormen. ( Oude Delft) |
| Voormalige apotheek van het Oude en Nieuwe gasthuis, grotendeels in 1895 gebouwd in neorenaissance vormen naar ontwerp van gemeente-architect M.A.C. Hartman. Bij de bouw zijn delen van oudere bebouwing gehandhaafd, onder andere in de linker zijgevel. | 1895      | M.A.C. Hartman         | Brabantse Turfmarkt 13 a t/m g                     | 52° 0' 33" NB, 4° 21' 40" OL | 0503/1091 | Voormalige apotheek van het Oude en Nieuwe gasthuis, grotendeels in 1895 gebouwd in neorenaissance vormen naar ontwerp van gemeente-architect M.A.C. Hartman. Bij de bouw zijn delen van oudere bebouwing gehandhaafd, onder andere in de linker zijgevel. |
| Winkelwoonhuis, in oorsprong 17de-eeuws of ouder, en samen met het rechts belendende pand een geheel vormend. Door verbouwingen nu 19de-eeuws van karakter. Het is samen met het rechts belendende pand typologisch van belang als voorbeeld van een groot pand met een voorgevel ter breedte van vijf vensterassen dat reeds in de 17de eeuw of eerder is ontstaan door een verbouwing van oudere panden.                                                                                 | 1600-1700 |                        | Brabantse Turfmarkt 19/19a                         | 52° 0' 34" NB, 4° 21' 40" OL | 0503/160  | Winkelwoonhuis, in oorsprong 17de-eeuws of ouder, en samen met het rechts belendende pand een geheel vormend. Door verbouwingen nu 19de-eeuws van karakter. Het is samen met het rechts belendende pand typologisch van belang als voorbeeld van een groot pand met een voorgevel ter breedte van vijf vensterassen dat reeds in de 17de eeuw of eerder is ontstaan door een verbouwing van oudere panden.                                                                                 |
| Winkelwoonhuis, in oorsprong 17de-eeuws of ouder, en samen met het links belendende pand een geheel vormend. Door verbouwingen nu 19de-eeuws van karakter. Het is samen met het links belendende pand typologisch van belang als voorbeeld van een groot pand met een voorgevel ter breedte van vijf vensterassen dat reeds in de 17de eeuw of eerder is ontstaan door een verbouwing van oudere panden.                                                                                   | 1600-1700 |                        | Brabantse Turfmarkt 21                             | 52° 0' 34" NB, 4° 21' 39" OL | 0503/162  | Winkelwoonhuis, in oorsprong 17de-eeuws of ouder, en samen met het links belendende pand een geheel vormend. Door verbouwingen nu 19de-eeuws van karakter. Het is samen met het links belendende pand typologisch van belang als voorbeeld van een groot pand met een voorgevel ter breedte van vijf vensterassen dat reeds in de 17de eeuw of eerder is ontstaan door een verbouwing van oudere panden.                                                                                   |
| Diep, smal winkelwoonhuis met pakzolders, rond 1890 gebouwd in een eclectische bouwstijl met invloeden van de renaissance en het classicisme. | 1890      |                        | Brabantse Turfmarkt 23                             | 52° 0' 34" NB, 4° 21' 39" OL | 0503/163  | Diep, smal winkelwoonhuis met pakzolders, rond 1890 gebouwd in een eclectische bouwstijl met invloeden van de renaissance en het classicisme. |
| Winkelwoonhuis, in opzet 16de-eeuws, voorgevel van ca. 1800 in traditioneel-classicistische vormen. | 1800-1825 |                        | Brabantse Turfmarkt 29/31                          | 52° 0' 34" NB, 4° 21' 39" OL | 0503/164  | Winkelwoonhuis, in opzet 16de-eeuws, voorgevel van ca. 1800 in traditioneel-classicistische vormen. |
| Winkelwoonhuis, voorgevel in de 19de eeuw gemoderniseerd en gewijzigd in een lijstgevel, pand in opzet 17de-eeuws of ouder. | 1650      | P. Zwartjens           | Brabantse Turfmarkt 33, Huyterstraat 2b            | 52° 0' 34" NB, 4° 21' 38" OL | 0503/166  | Winkelwoonhuis, voorgevel in de 19de eeuw gemoderniseerd en gewijzigd in een lijstgevel, pand in opzet 17de-eeuws of ouder. |
| Winkelwoonhuis met voorgevel uit de 18de eeuw in sobere Lodewijk XIV-vormen, maar in opzet ouder. | 1700-1800 |                        | Brabantse Turfmarkt 43                             | 52° 0' 35" NB, 4° 21' 39" OL | 0503/167  | Winkelwoonhuis met voorgevel uit de 18de eeuw in sobere Lodewijk XIV-vormen, maar in opzet ouder. |
| Winkelwoonhuis, 19de-eeuws van karakter: gevel vroeg-19de-eeuws, pui laat-19de-eeuws. Pand in opzet wellicht 17de-eeuws of ouder. | 1825      |                        | Brabantse Turfmarkt 59                             | 52° 0' 36" NB, 4° 21' 38" OL | 0503/170  | Winkelwoonhuis, 19de-eeuws van karakter: gevel vroeg-19de-eeuws, pui laat-19de-eeuws. Pand in opzet wellicht 17de-eeuws of ouder. |
| Winkelwoonhuis, in 1883 gebouwd in een vrij drukke eclectische bouwtrant. Het is een gaaf en goed voorbeeld van het drukke eclecticisme uit het einde van de 19de eeuw. | 1883      |                        | Brabantse Turfmarkt 67                             | 52° 0' 37" NB, 4° 21' 37" OL | 0503/171  | Winkelwoonhuis, in 1883 gebouwd in een vrij drukke eclectische bouwtrant. Het is een gaaf en goed voorbeeld van het drukke eclecticisme uit het einde van de 19de eeuw. |
| Winkelwoonhuis, in 1904 gebouwd volgens ontwerp van C.L.J. Kersbergen in een verzorgde architectuur die tot de nieuwe kunst gerekend kan worden. Zolder en geveltop toegevoegd in 1910 volgens ontwerp van A.J.J. Nadorp in een meer traditionalistische vormgeving. Het is van belang als werk in het oeuve van C.J.L. Kersbergen en vanwege de verzorgde architectuur die kenmerkend is voor het eerste decennium van de 20ste eeuw.                                                     | 1904      | C.J.L. Kersbergen      | Brabantse Turfmarkt 69, 69a, 69b, 69c              | 52° 0' 37" NB, 4° 21' 37" OL | 0503/172  | Winkelwoonhuis, in 1904 gebouwd volgens ontwerp van C.L.J. Kersbergen in een verzorgde architectuur die tot de nieuwe kunst gerekend kan worden. Zolder en geveltop toegevoegd in 1910 volgens ontwerp van A.J.J. Nadorp in een meer traditionalistische vormgeving. Het is van belang als werk in het oeuve van C.J.L. Kersbergen en vanwege de verzorgde architectuur die kenmerkend is voor het eerste decennium van de 20ste eeuw.                                                     |
| Winkelwoonhuis met achterhuis en inpandige poort, voorgevel in een eclectische bouwstijl uit het laatste kwart van de 19de eeuw, in opzet mogelijk ouder. | 1875-1900 |                        | Brabantse Turfmarkt 75/75a                         | 52° 0' 37" NB, 4° 21' 37" OL | 0503/173  | Winkelwoonhuis met achterhuis en inpandige poort, voorgevel in een eclectische bouwstijl uit het laatste kwart van de 19de eeuw, in opzet mogelijk ouder. |
| Voormalig fabrieksgebouw van de sigarenfabriek G. van der Spek op het binnenterrein van de Brabantse Turfmarkt. | 1875-1899 |                        | Brabantse Turfmarkt 75a                            | 52° 0' 37" NB, 4° 21' 37" OL | 0503/1837 | Voormalig fabrieksgebouw van de sigarenfabriek G. van der Spek op het binnenterrein van de Brabantse Turfmarkt. |
| Winkelwoonhuis, voorgevel uit het begin van de 19de eeuw of eerder in sobere traditioneel-classicistische vormen. In opzet mogelijk nog ouder. | 1900-1925 |                        | Brabantse Turfmarkt 79                             | 52° 0' 38" NB, 4° 21' 37" OL | 0503/175  | Winkelwoonhuis, voorgevel uit het begin van de 19de eeuw of eerder in sobere traditioneel-classicistische vormen. In opzet mogelijk nog ouder. |
| Winkel-woonhuis, in 1899 gebouwd in een eclectische stijl met invloeden van de neorenaissance. | 1800-1850 |                        | Brabantse Turfmarkt 79 a/d                         | 52° 0' 38" NB, 4° 21' 37" OL | 0503/1838 | Winkel-woonhuis, in 1899 gebouwd in een eclectische stijl met invloeden van de neorenaissance. |
| Winkelwoonhuis met achterhuizen in opzet uit de 16de/17de eeuw, voorgevel ca. 1900 in overwegend traditionalistische vormen met invloeden van de Nieuwe Kunst. | 1600-1700 |                        | Brabantse Turfmarkt 89/91                          | 52° 0' 38" NB, 4° 21' 37" OL | 0503/177  | Winkelwoonhuis met achterhuizen in opzet uit de 16de/17de eeuw, voorgevel ca. 1900 in overwegend traditionalistische vormen met invloeden van de Nieuwe Kunst. |
| Winkelwoonhuis, voorgevel uit de tweede helft van de 19de eeuw, in sobere eclectisch-classicistische vormen. Het is architectuurhistorisch van belang als voorbeeld van de sobere laat-19de-eeuwse eclectisch-classicistische bouwtrant. | 1850      |                        | Brabantse Turfmarkt 93                             | 52° 0' 39" NB, 4° 21' 36" OL | 0503/178  | Winkelwoonhuis, voorgevel uit de tweede helft van de 19de eeuw, in sobere eclectisch-classicistische vormen. Het is architectuurhistorisch van belang als voorbeeld van de sobere laat-19de-eeuwse eclectisch-classicistische bouwtrant. |
| Winkelwoonhuis, grotendeels uit de tweede helft van de 19de eeuw in sobere eclectisch-classicistische bouwtrant. Het is onder andere vanwege het hoge dak een goed voorbeeld van laat-19de-eeuwse architectuur. | 1850      |                        | Brabantse Turfmarkt 94                             | 52° 0' 39" NB, 4° 21' 38" OL | 0503/179  | Winkelwoonhuis, grotendeels uit de tweede helft van de 19de eeuw in sobere eclectisch-classicistische bouwtrant. Het is onder andere vanwege het hoge dak een goed voorbeeld van laat-19de-eeuwse architectuur. |
| Winkelwoonhuis, in 1925 gebouwd in een stijl verwant aan de Amsterdamse School naar een ontwerp van de Delftse bouwkundige C. Vlasblom. | 1925      |                        | Breestraat 8                                       | 52° 0' 29" NB, 4° 21' 38" OL | 0503/1839 | Winkelwoonhuis, in 1925 gebouwd in een stijl verwant aan de Amsterdamse School naar een ontwerp van de Delftse bouwkundige C. Vlasblom. |
| Bedrijfspand met bovenwoning, in 1900 gebouwd in een eclectische bouwtrant. | 1900      |                        | Breestraat 14/14a                                  | 52° 0' 30" NB, 4° 21' 39" OL | 0503/1097 | Bedrijfspand met bovenwoning, in 1900 gebouwd in een eclectische bouwtrant. |
| Pand, in opzet 17de-eeuws of ouder, gewijzigd in de 19de eeuw. | 1650      |                        | Breestraat 18                                      | 52° 0' 30" NB, 4° 21' 39" OL | 0503/188  | Pand, in opzet 17de-eeuws of ouder, gewijzigd in de 19de eeuw. |
| Pand, in oorsprong winkel-woonhuis, rond 1900 gebouwd in een traditionalistische trant. | 1900      |                        | Breestraat 28/28a                                  | 52° 0' 30" NB, 4° 21' 40" OL | 0503/1784 | Pand, in oorsprong winkel-woonhuis, rond 1900 gebouwd in een traditionalistische trant. |
| Winkelwoonhuis met voorgevel uit 1902 in traditionalistische vormen met invloeden van de Nieuwe Kunst en een winkelpui uit 1894 in eclectisch-classicistische vormen, beide ontworpen door C.J.L. Kerbergen. Het is van belang vanwege de zorgvuldig gedetailleerde architectonische behandeling en als werk in het oeuvre van C.J.L. Kerbergen. | 1894      | C.J.L. Kersbergen      | Breestraat 30                                      | 52° 0' 30" NB, 4° 21' 40" OL | 0503/189  | Winkelwoonhuis met voorgevel uit 1902 in traditionalistische vormen met invloeden van de Nieuwe Kunst en een winkelpui uit 1894 in eclectisch-classicistische vormen, beide ontworpen door C.J.L. Kerbergen. Het is van belang vanwege de zorgvuldig gedetailleerde architectonische behandeling en als werk in het oeuvre van C.J.L. Kerbergen. |
| Winkelwoonhuis, 18de-eeuws of vroeg-19de-eeuws van karakter, met winkelpui uit het laatste kwart van de 19de eeuw in eclectisch-classicistische stijl. | 1825      |                        | Breestraat 34 (voorheen 32)                        | 52° 0' 30" NB, 4° 21' 41" OL | 0503/1098 | Winkelwoonhuis, 18de-eeuws of vroeg-19de-eeuws van karakter, met winkelpui uit het laatste kwart van de 19de eeuw in eclectisch-classicistische stijl. |
| Winkelwoonhuis, laat-19de-eeuws van karakter in een traditionalistisch-classicistische stijl. Verbouwd in 1978, waarbij onder andere de pui is gewijzigd. | 1875-1900 |                        | Broerhuisstraat 6                                  | 52° 0' 43" NB, 4° 21' 46" OL | 0503/1100 | Winkelwoonhuis, laat-19de-eeuws van karakter in een traditionalistisch-classicistische stijl. Verbouwd in 1978, waarbij onder andere de pui is gewijzigd. |
| Winkelwoonhuis, 19de-eeuws van karakter, in opzet mogelijk ouder. | 1800-1900 |                        | Broerhuisstraat 42, 44                             | 52° 0' 43" NB, 4° 21' 47" OL | 0503/1101 | Winkelwoonhuis, 19de-eeuws van karakter, in opzet mogelijk ouder. |
| Winkelwoonhuis, ontstaan door samenvoeging en verbouwing van twee oudere panden. | ca. 1800  |                        | Burgwal 5                                          | 52° 0' 39" NB, 4° 21' 39" OL | 0503/190  | Winkelwoonhuis, ontstaan door samenvoeging en verbouwing van twee oudere panden. |
| Woonhuis, in oorsprong bedrijfspand, opgetrokken in een traditionalistische chaletstijl. | 1896      | B. Groenewegen         | Burgwal 9                                          | 52° 0' 39" NB, 4° 21' 40" OL | 0503/191  | Upload foto |
| Winkelwoonhuis in 19de eeuw gebouwd in traditioneel-classicistische vormen. | 1850      |                        | Burgwal 12                                         | 52° 0' 40" NB, 4° 21' 38" OL | 0503/193  | Winkelwoonhuis in 19de eeuw gebouwd in traditioneel-classicistische vormen. |
| Winkelwoonhuis met voorgevel uit de 18de eeuw, gemoderniseerd in de 19de eeuw, in opzet mogelijk ouder. Traditioneel-classicistische vormen. | 1750      |                        | Burgwal 15                                         | 52° 0' 39" NB, 4° 21' 39" OL | 0503/192  | Winkelwoonhuis met voorgevel uit de 18de eeuw, gemoderniseerd in de 19de eeuw, in opzet mogelijk ouder. Traditioneel-classicistische vormen. |
| Winkelwoonhuis met voorgevel van ca. 1900 in een sobere traditionalistisch- classicistische bouwtrant met invloeden van de Nieuwe Kunst herkenbaar in de winkelpui. | 1900      |                        | Burgwal 17                                         | 52° 0' 39" NB, 4° 21' 39" OL | 0503/194  | Winkelwoonhuis met voorgevel van ca. 1900 in een sobere traditionalistisch- classicistische bouwtrant met invloeden van de Nieuwe Kunst herkenbaar in de winkelpui. |
| Winkelwoonhuis, in 1886 gebouwd in een eclectische bouwtrant met classicistische en 'oud-Hollandse' elementen. | 1886      |                        | Burgwal 18                                         | 52° 0' 40" NB, 4° 21' 39" OL | 0503/195  | Winkelwoonhuis, in 1886 gebouwd in een eclectische bouwtrant met classicistische en 'oud-Hollandse' elementen. |
| Winkelwoonhuis, in oorsprong woonhuis. Voorgevel uit de 19de eeuw in sobere traditioneel-classicistische vormen. | 1850      |                        | Burgwal 19                                         | 52° 0' 39" NB, 4° 21' 40" OL | 0503/196  | Winkelwoonhuis, in oorsprong woonhuis. Voorgevel uit de 19de eeuw in sobere traditioneel-classicistische vormen. |
| Winkelwoonhuis, 19de-eeuws van karakter, in opzet mogelijk ouder. Sobere, traditioneel-classicistische bouwtrant. | 1800-1900 |                        | Burgwal 21/23                                      | 52° 0' 40" NB, 4° 21' 40" OL | 0503/197  | Winkelwoonhuis, 19de-eeuws van karakter, in opzet mogelijk ouder. Sobere, traditioneel-classicistische bouwtrant. |
| Karakteristiek bedrijfspand | ca. 1800  |                        | Burgwal 25/27                                      | 52° 0' 40" NB, 4° 21' 40" OL | 0503/68   | Karakteristiek bedrijfspand |
| Pand met beneden- en bovenwoning, eind 19de eeuw gebouwd in eclectische stijl. | 1875-1900 |                        | Burgwal 26/28                                      | 52° 0' 42" NB, 4° 21' 42" OL | 0503/200  | Pand met beneden- en bovenwoning, eind 19de eeuw gebouwd in eclectische stijl. |
| Woonhuis uit de tweede helft van de 19de eeuw in sobere traditioneel- classicistische vormen. | 1850      |                        | Burgwal 31                                         | 52° 0' 40" NB, 4° 21' 41" OL | 0503/202  | Woonhuis uit de tweede helft van de 19de eeuw in sobere traditioneel- classicistische vormen. |
| Woonhuis met voorgevel uit de 19de eeuw, gebouwd in sobere classicistische vormen. | 1850      |                        | Burgwal 34                                         | 52° 0' 42" NB, 4° 21' 42" OL | 0503/203  | Woonhuis met voorgevel uit de 19de eeuw, gebouwd in sobere classicistische vormen. |
| Woonhuis met beneden- en bovenwoning, midden-19de-eeuws van karakter, in sobere traditioneel-classicistische vormen. | 1850      |                        | Burgwal 37/39                                      | 52° 0' 40" NB, 4° 21' 41" OL | 0503/206  | Woonhuis met beneden- en bovenwoning, midden-19de-eeuws van karakter, in sobere traditioneel-classicistische vormen. |
| Frontgevel voormalige gemeenteschool voor meisjes, gebouwd met eclectische-classicistische vormen | 1875      | C.J. Bruyn Kops, de    | Burgwal 41                                         | 52° 0' 40" NB, 4° 21' 39" OL | 0503/2216 | Frontgevel voormalige gemeenteschool voor meisjes, gebouwd met eclectische-classicistische vormen |
| Winkelwoonhuis uit de tweede helft van de 19de eeuw in een eclectische bouwstijl. | 1850-1900 |                        | Choorstraat 1, Papenstraat 63 t/m 81               | 52° 0' 45" NB, 4° 21' 25" OL | 0503/1752 | Winkelwoonhuis uit de tweede helft van de 19de eeuw in een eclectische bouwstijl. |
| Winkelwoonhuis, in 1899 ontworpen door C.J.L. Kersbergen in een eclectisch- classicistische bouwtrant met een vrij rijk behandelde winkelpui. Het is een overwegend gaaf gebleven pand dat van belang is als werk in het oeuvre van C.J.L. Kersbergen dat uit zijn beginperiode en sterk classicistisch is. | 1899      | C.J.L. Kersbergen      | Choorstraat 9                                      | 52° 0' 46" NB, 4° 21' 27" OL | 0503/232  | Winkelwoonhuis, in 1899 ontworpen door C.J.L. Kersbergen in een eclectisch- classicistische bouwtrant met een vrij rijk behandelde winkelpui. Het is een overwegend gaaf gebleven pand dat van belang is als werk in het oeuvre van C.J.L. Kersbergen dat uit zijn beginperiode en sterk classicistisch is. |
| Bedrijfspand, geheel of gedeeltelijk pakhuis uit het laatste kwart van de 19de eeuw in de traditionele stijl met neorenaissance kenmerken, mogelijk ontworpen door C.J.L. Kersbergen en behorend bij het door hem in 1899 ontworpen aangrenzende hoekpand Choorstraat 9 waar het pand kadastraal bij behoort. | 1875-1900 | C.J.L. Kersbergen      | Papenstraat ongenummerd/Choorstraat 9              | 52° 0' 46" NB, 4° 21' 27" OL | 0503/1817 | Bedrijfspand, geheel of gedeeltelijk pakhuis uit het laatste kwart van de 19de eeuw in de traditionele stijl met neorenaissance kenmerken, mogelijk ontworpen door C.J.L. Kersbergen en behorend bij het door hem in 1899 ontworpen aangrenzende hoekpand Choorstraat 9 waar het pand kadastraal bij behoort. |
| Winkelwoonhuis, in opzet 17de-eeuws of ouder, gevel gewijzigd in de 19de eeuw en voorzien van een winkelpui in eclectisch-classicistische vormen. Het is een goed voorbeeld van de sobere eclectisch-classicistische bouwtrant. | 1650      |                        | Choorstraat 11                                     | 52° 0' 46" NB, 4° 21' 27" OL | 0503/234  | Winkelwoonhuis, in opzet 17de-eeuws of ouder, gevel gewijzigd in de 19de eeuw en voorzien van een winkelpui in eclectisch-classicistische vormen. Het is een goed voorbeeld van de sobere eclectisch-classicistische bouwtrant. |
| Winkelwoonhuis met voorgevel in traditioneel-classicistische vormen, uit de tweede helft van de 19e eeuw. | 1850-1900 |                        | Choorstraat 17/19                                  | 52° 0' 46" NB, 4° 21' 28" OL | 0503/237  | Winkelwoonhuis met voorgevel in traditioneel-classicistische vormen, uit de tweede helft van de 19e eeuw. |
| Winkelwoonhuis, 19de-eeuws van karakter, gevel in sobere traditioneel classicistische vormen. Winkelpui uit 1933 in art deco vormen. | 1800-1900 |                        | Choorstraat 21/21a                                 | 52° 0' 46" NB, 4° 21' 28" OL | 0503/241  | Winkelwoonhuis, 19de-eeuws van karakter, gevel in sobere traditioneel classicistische vormen. Winkelpui uit 1933 in art deco vormen. |
| Winkelwoonhuis, in opzet 17de-eeuws of ouder. Sobere voorgevel met 19de-eeuws karakter in sobere traditioneel-classicistische vormen. Pui met slanke colonetten. | 1600-1700 |                        | Choorstraat 25                                     | 52° 0' 47" NB, 4° 21' 29" OL | 0503/244  | Winkelwoonhuis, in opzet 17de-eeuws of ouder. Sobere voorgevel met 19de-eeuws karakter in sobere traditioneel-classicistische vormen. Pui met slanke colonetten. |
| Winkelwoonhuis, grotendeels uit 1903, met deels ouder casco en achtergevel uit 1909. Ontworpen door Adriaan Koopman in de stijl van de Nieuwe Kunst. | 1903      | A. Koopman             | Choorstraat 27                                     | 52° 0' 47" NB, 4° 21' 29" OL | 0503/246  | Winkelwoonhuis, grotendeels uit 1903, met deels ouder casco en achtergevel uit 1909. Ontworpen door Adriaan Koopman in de stijl van de Nieuwe Kunst. |
| Winkelwoonhuis, in opzet 17de-eeuws of ouder, in de 19de eeuw gemoderniseerd en van een pui voorzien in eclectisch-classicistische vormen. | 1600-1700 |                        | Choorstraat 29/29a                                 | 52° 0' 47" NB, 4° 21' 29" OL | 0503/249  | Winkelwoonhuis, in opzet 17de-eeuws of ouder, in de 19de eeuw gemoderniseerd en van een pui voorzien in eclectisch-classicistische vormen. |
| Winkelwoonhuis, in opzet 17de-eeuws of ouder, gemoderniseerd rond het midden van de 19de eeuw waarbij onder andere de voorgevel is vernieuwd in classicistische vormen. | 1600-1700 |                        | Choorstraat 35, 37, 37a, 39, 39a, 41a en 43a       | 52° 0' 47" NB, 4° 21' 30" OL | 0503/252  | Upload foto |
| Winkelwoonhuis, in opzet 17de-eeuws of ouder, gemoderniseerd rond het midden van de 19de eeuw waarbij onder andere de voorgevel is vernieuwd in classicistische vormen. | 1875-1900 |                        | Choorstraat 35/37/37a/39/39a/41a/43a               | 52° 0' 47" NB, 4° 21' 30" OL | 0503/253  | Upload foto |
| Winkelwoonhuis, 19de-eeuws van karakter maar mogelijk in opzet ouder, met voorgevel in sobere classicistische vormen. | 1800-1900 |                        | Choorstraat 35/37/37A/39/39A/41A/43/43a            | 52° 0' 47" NB, 4° 21' 30" OL | 0503/257  | Upload foto |
| Winkelwoonhuis, grotendeels uit de eerste helft van de 19de eeuw in traditioneel-classicistische vormen. winkelpui ca. 1900 in traditionalistische vormen met invloeden van de Nieuwe Kunst. | 1800-1850 |                        | Choorstraat 47                                     | 52° 0' 48" NB, 4° 21' 31" OL | 0503/262  | Winkelwoonhuis, grotendeels uit de eerste helft van de 19de eeuw in traditioneel-classicistische vormen. winkelpui ca. 1900 in traditionalistische vormen met invloeden van de Nieuwe Kunst. |
| Woonhuis in opzet 17de-eeuws of ouder, gemoderniseerd in de 19de eeuw. In oorsprong mogelijk onderdeel van het Oude Mannenhuis. | 1600-1700 |                        | De Vlouw 7                                         | 52° 0' 45" NB, 4° 21' 32" OL | 0503/583  | Woonhuis in opzet 17de-eeuws of ouder, gemoderniseerd in de 19de eeuw. In oorsprong mogelijk onderdeel van het Oude Mannenhuis. |
| Bedrijfspand met bovenbouw, in 1887 gebouwd voor koopman A. Smit, in een eclectische bouwstijl. In de gevel herplaatste gevelsteen van het eerder hier gestaan hebbende huis D'Rechte Pot uit 1659. Het is van belnag vanwege de gave kenmerkende laat-19de-eeuwse architectuur en vanwege de 17de-eeuwse gevelsteen. | 1887      | A. Smit                | De Vlouw 12/14                                     | 52° 0' 45" NB, 4° 21' 30" OL | 0503/584  | Bedrijfspand met bovenbouw, in 1887 gebouwd voor koopman A. Smit, in een eclectische bouwstijl. In de gevel herplaatste gevelsteen van het eerder hier gestaan hebbende huis D'Rechte Pot uit 1659. Het is van belnag vanwege de gave kenmerkende laat-19de-eeuwse architectuur en vanwege de 17de-eeuwse gevelsteen. |
| Bedrijfspand met bovenwoning uit de tweede helft van de 19de eeuw in sobere traditioneel-classicistische vormen. | 1850-1900 |                        | De Vlouw 31/33                                     | 52° 0' 46" NB, 4° 21' 35" OL | 0503/591  | Bedrijfspand met bovenwoning uit de tweede helft van de 19de eeuw in sobere traditioneel-classicistische vormen. |
| Bedrijfspand, oorspronkelijk zuivelfabriek, gebouwd in periode 1906-1910 voor de gebroeders Ammerlaan. Het pand is opgetrokken in een eclectische bouwstijl. | 1906-1910 | Ammerlaan              | De Vlouw 48/50                                     | 52° 0' 46" NB, 4° 21' 33" OL | 0503/586  | Bedrijfspand, oorspronkelijk zuivelfabriek, gebouwd in periode 1906-1910 voor de gebroeders Ammerlaan. Het pand is opgetrokken in een eclectische bouwstijl. |
| Pand, 19e-eeuws van karakter, maar in opzet waarschijnlijk ouder en in de 19e eeuw verhoogd. | 1800-1900 |                        | De Vlouw 64/66                                     | 52° 0' 46" NB, 4° 21' 34" OL | 0503/1785 | Pand, 19e-eeuws van karakter, maar in opzet waarschijnlijk ouder en in de 19e eeuw verhoogd. |
| Winkelwoonhuis, 19de-eeuws van karakter, maar in oorsprong ouder. Winkelpui ca. 1900 vervaardigd in eclectisch-classicistische vormen. | 1800-1900 |                        | Breestraat 34, Gasthuissteeg 19/19a/21             | 52° 0' 31" NB, 4° 21' 40" OL | 0503/1099 | Winkelwoonhuis, 19de-eeuws van karakter, maar in oorsprong ouder. Winkelpui ca. 1900 vervaardigd in eclectisch-classicistische vormen. |
| Bedrijfspand, in oorsprong wellicht een stalgebouw, in zeer sobere vormen, 19de-eeuws van karakter maar in opzet mogelijk ouder. Het is typologisch van belang als bedrijfspand. | 1800-1900 |                        | Heilige Geestkerkhof 2                             | 52° 0' 44" NB, 4° 21' 21" OL | 0503/304  | Upload foto |
| Winkelwoonhuis uit de tweede helft van de 19de eeuw, mogelijk met oudere kern. Voorgevel in een sobere classicistische trant. | 1850-1900 |                        | Nieuwstraat 24/30, Hippolytusbuurt 1               | 52° 0' 42" NB, 4° 21' 26" OL | 0503/628  | Winkelwoonhuis uit de tweede helft van de 19de eeuw, mogelijk met oudere kern. Voorgevel in een sobere classicistische trant. |
| Winkelwoonhuis met voorgevel uit het midden van de 18de eeuw in Lodewijk XIV-vormen. In opzet 16de-eeuws. Het is architectuurhistorisch van belang als voorbeeld van Lodewijk XIV-architectuur in de stijl van Daniel Marot. | 1500-1600 |                        | Nieuwstraat 34/36, Hippolytusbuurt 1               | 52° 0' 42" NB, 4° 21' 26" OL | 0503/632  | Winkelwoonhuis met voorgevel uit het midden van de 18de eeuw in Lodewijk XIV-vormen. In opzet 16de-eeuws. Het is architectuurhistorisch van belang als voorbeeld van Lodewijk XIV-architectuur in de stijl van Daniel Marot. |
| Winkelwoonhuis met een voorgevel met een 19de-eeuws voorkomen en een rijke winkelpui uit 1894 in eclectische vormen. Pand in opzet mogelijk ouder. | 1800-1900 | W.W.C. Schoot, van der | Hippolytusbuurt 11/13                              | 52° 0' 42" NB, 4° 21' 26" OL | 0503/305  | Winkelwoonhuis met een voorgevel met een 19de-eeuws voorkomen en een rijke winkelpui uit 1894 in eclectische vormen. Pand in opzet mogelijk ouder. |
| Winkelwoonhuis, voorgevel in neoclassicistische vormen, uit de 19de eeuw. In opzet wellicht ouder. | 1800-1900 |                        | Hippolytusbuurt 31/31a/33/35                       | 52° 0' 44" NB, 4° 21' 25" OL | 0503/307  | Winkelwoonhuis, voorgevel in neoclassicistische vormen, uit de 19de eeuw. In opzet wellicht ouder. |
| Winkelwoonhuis in 1893 gebouwd in eclectische stijl, geïnspireerd op de Nederlandse renaissance. | 1893      |                        | Jacob Gerritstraat 4                               | 52° 0' 39" NB, 4° 21' 36" OL | 0503/312  | Winkelwoonhuis in 1893 gebouwd in eclectische stijl, geïnspireerd op de Nederlandse renaissance. |
| Winkelwoonhuis met voorgevel uit de 19e eeuw in neoclassicistische stijl, in opzet mogelijk ouder. | 1800-1900 |                        | Jacob Gerritstraat 6/8                             | 52° 0' 39" NB, 4° 21' 36" OL | 0503/313  | Winkelwoonhuis met voorgevel uit de 19e eeuw in neoclassicistische stijl, in opzet mogelijk ouder. |
| Winkelwoonhuis, gemoderniseerd en aan de voorzijde hoger opgetrokken in 18de of 19de eeuw in traditionalistisch-classicistische vormen, in opzet wellicht 16de- of 17de-eeuws. | 1800-1900 |                        | Jacob Gerritstraat 10, Burgwal 10                  | 52° 0' 40" NB, 4° 21' 36" OL | 0503/315  | Winkelwoonhuis, gemoderniseerd en aan de voorzijde hoger opgetrokken in 18de of 19de eeuw in traditionalistisch-classicistische vormen, in opzet wellicht 16de- of 17de-eeuws. |
| Winkelwoonhuis in opzet 17de-eeuws of ouder, vorgevel uit de 18de eeuw in Lodewijk XIV-vormen, gemoderniseerd in de 19de eeuw. | 1700-1800 |                        | Jacob Gerritstraat 12                              | 52° 0' 40" NB, 4° 21' 36" OL | 0503/318  | Winkelwoonhuis in opzet 17de-eeuws of ouder, vorgevel uit de 18de eeuw in Lodewijk XIV-vormen, gemoderniseerd in de 19de eeuw. |
| Winkelwoonhuis in opzet 17de-eeuws of ouder, voorgevel gemoderniseerd in de 19de eeuw. | 1600-1700 |                        | Jacob Gerritstraat 14                              | 52° 0' 40" NB, 4° 21' 36" OL | 0503/327  | Winkelwoonhuis in opzet 17de-eeuws of ouder, voorgevel gemoderniseerd in de 19de eeuw. |
| Pand met winkel en bovenwoning uit eind 19de eeuw in sobere traditioneel-classicistische vormen. In 1919 voorzien van een met keramische tegels beklede winkelpui ten behoeve van filiaal van bakkerij Van der Meer en Schoep. | 1875-1900 |                        | Jacob gerritstraat 16/18                           | 52° 0' 40" NB, 4° 21' 36" OL | 0503/1843 | Pand met winkel en bovenwoning uit eind 19de eeuw in sobere traditioneel-classicistische vormen. In 1919 voorzien van een met keramische tegels beklede winkelpui ten behoeve van filiaal van bakkerij Van der Meer en Schoep. |
| Dubbel winkelwoonhuis uit de tweede helft van de 19de eeuw in een eclectisch-classicistische stijl. | 1850-1899 |                        | Jacob Gerritstraat 21/23                           | 52° 0' 40" NB, 4° 21' 35" OL | 0503/328  | Dubbel winkelwoonhuis uit de tweede helft van de 19de eeuw in een eclectisch-classicistische stijl. |
| Bedrijfspand met bovenwoning, rond 1910 gebouwd voor de gemeente Delft als stalling voor brandweermaterieel met bovenwoning, traditionalistische gevelarchitectuur met vernieuwde elementen. Het herinnert aan de vroegere organisatie van de gemeentelijke brandweerbestrijding met verspreid door de stad stallingen van brandweermaterieel. Het is van belang als eenvoudig voorbeeld van een traditionalistische bouwtrant met vernieuwende elementen uit het begin van de 20ste eeuw. | 1910      | Gemeente Delft         | Kerkstraat 1/2                                     | 52° 0' 44" NB, 4° 21' 36" OL | 0503/332  | Bedrijfspand met bovenwoning, rond 1910 gebouwd voor de gemeente Delft als stalling voor brandweermaterieel met bovenwoning, traditionalistische gevelarchitectuur met vernieuwde elementen. Het herinnert aan de vroegere organisatie van de gemeentelijke brandweerbestrijding met verspreid door de stad stallingen van brandweermaterieel. Het is van belang als eenvoudig voorbeeld van een traditionalistische bouwtrant met vernieuwende elementen uit het begin van de 20ste eeuw. |
| Pand met beneden- en bovenwoningen, ca. 1880 gebouwd in een sobere traditioneel-classicistische trant. | 1880      |                        | Koornmarkt 5/7/7a                                  | 52° 0' 29" NB, 4° 21' 35" OL | 0503/1797 | Pand met beneden- en bovenwoningen, ca. 1880 gebouwd in een sobere traditioneel-classicistische trant. |
| Woonhuis met lijstgevel uit ca. 1900 in eclectische trant, mogelijk met oudere kern, klein achterhuis. | 1900      |                        | Koornmarkt 9                                       | 52° 0' 29" NB, 4° 21' 35" OL | 0503/333  | Woonhuis met lijstgevel uit ca. 1900 in eclectische trant, mogelijk met oudere kern, klein achterhuis. |
| Woonhuis, bestaande uit twee samengevoegde oudere panden, met voorgevel uit het derde kwart van de 19de eeuw in traditioneel-classicistische vormen. | 1850-1875 |                        | Koornmarkt 18                                      | 52° 0' 33" NB, 4° 21' 35" OL | 0503/334  | Woonhuis, bestaande uit twee samengevoegde oudere panden, met voorgevel uit het derde kwart van de 19de eeuw in traditioneel-classicistische vormen. |
| Woonhuis, samen met het vrijwel identieke rechter buurpand rond 1870 gebouwd in sobere traditioneel-classicistische vormen. Rechts op het achterterrein een voormalig bedrijfspand uit de 17de eeuw of eerder, mogelijk in oorsprong een brouwerij, waarbij het kan gaan om ¿De Pauw¿. | 1870      |                        | Koornmarkt 19/21/21a/21b/21c                       | 52° 0' 30" NB, 4° 21' 35" OL | 0503/335  | Woonhuis, samen met het vrijwel identieke rechter buurpand rond 1870 gebouwd in sobere traditioneel-classicistische vormen. Rechts op het achterterrein een voormalig bedrijfspand uit de 17de eeuw of eerder, mogelijk in oorsprong een brouwerij, waarbij het kan gaan om ¿De Pauw¿. |
| Woonhuis, samen met het vrijwel identieke linker buurpand rond 1870 gebouwd in sobere traditioneel-classicistische vormen. Het is met het linker buurpand van belang als goed voorbeeld van sober traditioneel classicisme. | 1870      |                        | Koornmarkt 23                                      | 52° 0' 30" NB, 4° 21' 34" OL | 0503/339  | Woonhuis, samen met het vrijwel identieke linker buurpand rond 1870 gebouwd in sobere traditioneel-classicistische vormen. Het is met het linker buurpand van belang als goed voorbeeld van sober traditioneel classicisme. |
| Pand met beneden- en bovenwoning, in 1896 ontworpen door C.J.L. Kersbergen in een traditionalistisch-eclectische bouwtrant. | 1896      | C.J.L. Kersbergen      | Koornmarkt 35/35a                                  | 52° 0' 31" NB, 4° 21' 34" OL | 0503/343  | Pand met beneden- en bovenwoning, in 1896 ontworpen door C.J.L. Kersbergen in een traditionalistisch-eclectische bouwtrant. |
| Woonhuis, in 1909 ontworpen door J. Th. van Rossum in een traditionalistische bouwtrant. | 1909      | J. Th. Rossum, van     | Koornmarkt 43/43a/43b                              | 52° 0' 32" NB, 4° 21' 33" OL | 0503/347  | Woonhuis, in 1909 ontworpen door J. Th. van Rossum in een traditionalistische bouwtrant. |
| Bedrijfspand met bovenwoning, in 1897 ontworpen in een sobere eclectische bouwtrant. Het is van belang als relatief gaaf voorbeeld van een bedrijfspand met bovenwoning uit ca. 1900 in een sobere eclectische bouwtrant. | 1897      |                        | Koornmarkt 47                                      | 52° 0' 32" NB, 4° 21' 33" OL | 0503/351  | Bedrijfspand met bovenwoning, in 1897 ontworpen in een sobere eclectische bouwtrant. Het is van belang als relatief gaaf voorbeeld van een bedrijfspand met bovenwoning uit ca. 1900 in een sobere eclectische bouwtrant. |
| Bedrijfspand met bovenwoning, voorgevel uit de jaren zeventig van de 19de eeuw in rijke eclectisch-classicistische vormen. | 1870-1880 |                        | Koornmarkt 56/58                                   | 52° 0' 36" NB, 4° 21' 32" OL | 0503/352  | Bedrijfspand met bovenwoning, voorgevel uit de jaren zeventig van de 19de eeuw in rijke eclectisch-classicistische vormen. |
| Woonhuis, 19de-eeuws van karakter, in opzet mogelijk ouder. Voorgevel in sobere traditioneel-classicistische vormen. | 1800-1900 |                        | Koornmarkt 60/62                                   | 52° 0' 37" NB, 4° 21' 32" OL | 0503/354  | Woonhuis, 19de-eeuws van karakter, in opzet mogelijk ouder. Voorgevel in sobere traditioneel-classicistische vormen. |
| Woonhuis met beneden- en bovenwoningen, in 1916 gebouwd in een strakke traditionalistische stijl met invloeden van het werk van H.P. Berlage, ontworpen door E.H. Luxemburg. | 1916      | E.H. Luxemburg         | Koornmarkt 87/87a                                  | 52° 0' 36" NB, 4° 21' 30" OL | 0503/356  | Woonhuis met beneden- en bovenwoningen, in 1916 gebouwd in een strakke traditionalistische stijl met invloeden van het werk van H.P. Berlage, ontworpen door E.H. Luxemburg. |
| Winkelwoonhuis met voorgevel in sobere traditionele vormen uit ca. 1900. In opzet mogelijk ouder. | 1900      |                        | Koornmarkt 105/107/109                             | 52° 0' 37" NB, 4° 21' 29" OL | 0503/358  | Winkelwoonhuis met voorgevel in sobere traditionele vormen uit ca. 1900. In opzet mogelijk ouder. |
| Pakhuis, gebouwd rond 1900 in voor die periode karakteristieke utilitaire architectuur. | 1900      |                        | Kromstraat 12 A/G                                  | 52° 0' 38" NB, 4° 21' 32" OL | 0503/1845 | Pakhuis, gebouwd rond 1900 in voor die periode karakteristieke utilitaire architectuur. |
| Bedrijfspand, 19de-eeuws van karakter in opzet mogelijk ouder. | 1800-1900 |                        | Kromstraat 24 en 24A                               | 52° 0' 39" NB, 4° 21' 34" OL | 0503/370  | Bedrijfspand, 19de-eeuws van karakter in opzet mogelijk ouder. |
| Bedrijfspand, in de tweede helft van de 19d eeuw gebouwd, in een eclectische stijl. Het is typologisch van belang als een gaaf voorbeeld van utilitaire bouw van de 19de eeuw. | 1850-1900 |                        | Kromstraat 28                                      | 52° 0' 39" NB, 4° 21' 34" OL | 0503/371  | Bedrijfspand, in de tweede helft van de 19d eeuw gebouwd, in een eclectische stijl. Het is typologisch van belang als een gaaf voorbeeld van utilitaire bouw van de 19de eeuw. |
| Winkelwoonhuis, ca. 1895 gebouwd in een sobere classicistische bouwtrant. | 1895      |                        | Markt 14/16                                        | 52° 0' 42" NB, 4° 21' 30" OL | 0503/1798 | Winkelwoonhuis, ca. 1895 gebouwd in een sobere classicistische bouwtrant. |
| Winkelwoonhuis, eind 19de eeuw gebouwd in eclectische bouwtrant met classicistische stijlelementen. | 1875-1900 |                        | Markt 25/25a                                       | 52° 0' 40" NB, 4° 21' 31" OL | 0503/431  | Winkelwoonhuis, eind 19de eeuw gebouwd in eclectische bouwtrant met classicistische stijlelementen. |
| Bedrijfspand met bovenwoning, in 1925/1926 gebouwd door aannemer J.H. van der Meer, voorgevel in een historiserende bouwtrant geïnspireerd op een ter plaatse gestaan hebbende 17de-eeuwse gevel. De gevelsteen uit 1615 is in de huidige gevel herplaatst. | 1925-1926 |                        | Markt 31/33/35                                     | 52° 0' 40" NB, 4° 21' 31" OL | 0503/409  | Bedrijfspand met bovenwoning, in 1925/1926 gebouwd door aannemer J.H. van der Meer, voorgevel in een historiserende bouwtrant geïnspireerd op een ter plaatse gestaan hebbende 17de-eeuwse gevel. De gevelsteen uit 1615 is in de huidige gevel herplaatst. |
| Winkelwoonhuis in 1899 gebouwd in een eclectische stijl deels geïnspireerd op de oud-Hollandse renaissance. | 1899      |                        | Markt 40                                           | 52° 0' 43" NB, 4° 21' 33" OL | 0503/464  | Winkelwoonhuis in 1899 gebouwd in een eclectische stijl deels geïnspireerd op de oud-Hollandse renaissance. |
| Winkelwoonhuis, in 1887 gebouwd, met voorgevel in een eclectische bouwstijl met neorenaissance elementen. | 1887      |                        | Markt 41                                           | 52° 0' 41" NB, 4° 21' 32" OL | 0503/1799 | Winkelwoonhuis, in 1887 gebouwd, met voorgevel in een eclectische bouwstijl met neorenaissance elementen. |
| Winkelwoonhuis met voorgevel uit 19de eeuw in een sobere eclectisch-classicistische bouwtrant. Achterste gedeelte met gevel aan de Voldersgracht in opzet ouder, mogelijk uit de 17de eeuw of eerder. | 1600-1700 |                        | Markt 48b                                          | 52° 0' 44" NB, 4° 21' 34" OL | 0503/468  | Winkelwoonhuis met voorgevel uit 19de eeuw in een sobere eclectisch-classicistische bouwtrant. Achterste gedeelte met gevel aan de Voldersgracht in opzet ouder, mogelijk uit de 17de eeuw of eerder. |
| Winkelwoonhuis, in 19de eeuw gebouwd in een sobere classicistische bouwtrant. | 1800-1899 |                        | Markt 73/73a                                       | 52° 0' 42" NB, 4° 21' 36" OL | 0503/462  | Winkelwoonhuis, in 19de eeuw gebouwd in een sobere classicistische bouwtrant. |
| Woonhuis met voormalig bedrijfsgedeelte, in 1867 gebouwd in een sobere traditionalistisch-classicistischee bouwtrant. | 1867      |                        | Markt 76                                           | 52° 0' 44" NB, 4° 21' 36" OL | 0503/466  | Woonhuis met voormalig bedrijfsgedeelte, in 1867 gebouwd in een sobere traditionalistisch-classicistischee bouwtrant. |
| Winkelwoonhuis in eclectisch-classicistische vormen uit het laatste kwart van de 19de eeuw. Het is een gaaf en goed voor- beeld van een winkelpand in sobere eclectisch-classicistische vormen. | 1875-1900 |                        | Molslaan 2                                         | 52° 0' 37" NB, 4° 21' 40" OL | 0503/469  | Winkelwoonhuis in eclectisch-classicistische vormen uit het laatste kwart van de 19de eeuw. Het is een gaaf en goed voor- beeld van een winkelpand in sobere eclectisch-classicistische vormen. |
| Winkelwoonhuis, laat 18de of vroeg 19de-eeuws van karakter, met voorgevel in sobere traditioneel-classicistische vormen. | 1800-1900 |                        | Molslaan 10                                        | 52° 0' 37" NB, 4° 21' 41" OL | 0503/497  | Winkelwoonhuis, laat 18de of vroeg 19de-eeuws van karakter, met voorgevel in sobere traditioneel-classicistische vormen. |
| Winkelwoonhuis, in oorsprong mogelijk 17de-eeuws of ouder, met voorgevel in 19de-eeuwse traditioneel-classicistische vormen. Winkelpui uit 1986. Het pand is voor de gemeente Delft van algemeen belang vanwege de herkenbaarheid van de lokaaltopografische ontwikkeling. | 1986      |                        | Molslaan 12                                        | 52° 0' 37" NB, 4° 21' 41" OL | 0503/498  | Winkelwoonhuis, in oorsprong mogelijk 17de-eeuws of ouder, met voorgevel in 19de-eeuwse traditioneel-classicistische vormen. Winkelpui uit 1986. Het pand is voor de gemeente Delft van algemeen belang vanwege de herkenbaarheid van de lokaaltopografische ontwikkeling. |
| Voormalige sigarenfabriek van de firma Swarttouw, in 1907 gebouwd naar een ontwerp van J. Th. van Rossum, in traditionalistische stijl, beïnvloed door de nieuwe kunst en art deco. | 1907      | J. Th. Van Rossum      | Molslaan 18/20/22                                  | 52° 0' 38" NB, 4° 21' 41" OL | 0503/1847 | Voormalige sigarenfabriek van de firma Swarttouw, in 1907 gebouwd naar een ontwerp van J. Th. van Rossum, in traditionalistische stijl, beïnvloed door de nieuwe kunst en art deco. |
| Voormalige gemeentelijke jongensschool, in 1860 ontworpen door de gemeente-architect C.J. de Bruyn Kops in eclectische bouwtrant. | 1860      |                        | Molslaan 94/96/98/100/102, Maria Gouweloospoort 38 | 52° 0' 39" NB, 4° 21' 44" OL | 0503/1124 | Voormalige gemeentelijke jongensschool, in 1860 ontworpen door de gemeente-architect C.J. de Bruyn Kops in eclectische bouwtrant. |
| Bedrijfspand, in oorsprong wellicht woonhuis, 19de-eeuws van karakter, in opzet mogelijk ouder. | 1800-1899 |                        | Molslaan 166                                       | 52° 0' 40" NB, 4° 21' 47" OL | 0503/502  | Bedrijfspand, in oorsprong wellicht woonhuis, 19de-eeuws van karakter, in opzet mogelijk ouder. |
| Woonhuis, in opzet wellicht 16de-eeuws of ouder en ontstaan in samenhang met het Minderbroederklooster, gemoderniseerd in de 19de eeuw. | 1500-1600 |                        | Molslaan 168                                       | 52° 0' 40" NB, 4° 21' 47" OL | 0503/504  | Woonhuis, in opzet wellicht 16de-eeuws of ouder en ontstaan in samenhang met het Minderbroederklooster, gemoderniseerd in de 19de eeuw. |
| Woonhuis met voorgevel in 1899, ontworpen door C.J.L. Kersbergen in een traditionalistische bouwtrant met invloeden van de Nieuwe Kunst. Herplaatste oudere gevelsteen In de drie Swaenen; eind-16de-eeuws. | 1899      | C.J.L. Kersbergen      | Molslaan 184                                       | 52° 0' 41" NB, 4° 21' 49" OL | 0503/438  | Woonhuis met voorgevel in 1899, ontworpen door C.J.L. Kersbergen in een traditionalistische bouwtrant met invloeden van de Nieuwe Kunst. Herplaatste oudere gevelsteen In de drie Swaenen; eind-16de-eeuws. |
| Bedrijfspand met bovenwoning uit het derde kwart van de 19de eeuw in een eclectische bouwtrant geïnspireerd op classicistische en renaissance voorbeelden. | 1850-1875 |                        | Molslaan 196                                       | 52° 0' 41" NB, 4° 21' 50" OL | 0503/507  | Bedrijfspand met bovenwoning uit het derde kwart van de 19de eeuw in een eclectische bouwtrant geïnspireerd op classicistische en renaissance voorbeelden. |
| Woonhuis, in oorsprong bedrijfspand, mogelijk kaaspakhuis, in 1894 gebouwd in sobere traditionalistische vormen. Het is typologisch van belang als kleinschalig bedrijfspand uit het laatste kwart van de 19de eeuw. | 1894      |                        | Molslaan 210                                       | 52° 0' 42" NB, 4° 21' 51" OL | 0503/510  | Woonhuis, in oorsprong bedrijfspand, mogelijk kaaspakhuis, in 1894 gebouwd in sobere traditionalistische vormen. Het is typologisch van belang als kleinschalig bedrijfspand uit het laatste kwart van de 19de eeuw. |
| Bedrijfspand met bovenwoning, in 1895 gebouwd naar een ontwerp van C.J.L. Kersbergen, in een eclectische bouwstijl. | 1895      | C.J.L. Kersbergen      | Molslaan 212/214                                   | 52° 0' 42" NB, 4° 21' 51" OL | 0503/511  | Bedrijfspand met bovenwoning, in 1895 gebouwd naar een ontwerp van C.J.L. Kersbergen, in een eclectische bouwstijl. |
| Woonhuis, in blokje van twee gespiegelde huizen, 19de-eeuws van karakter, in traditioneel-classicistische vormen. Het is van belang als gaaf bewaard voorbeeld van een 'arbeiderswoning' met twee bouwlagen. | 1800-1900 |                        | Molstraat 1                                        | 52° 0' 35" NB, 4° 21' 34" OL | 0503/439  | Woonhuis, in blokje van twee gespiegelde huizen, 19de-eeuws van karakter, in traditioneel-classicistische vormen. Het is van belang als gaaf bewaard voorbeeld van een 'arbeiderswoning' met twee bouwlagen. |
| Woonhuis, in blokje van twee gespiegelde huizen, 19de-eeuws van karakter, in traditioneel-classicistische vormen. Het is van belang als gaaf bewaard voorbeeld van een 'arbeiderswoning' met twee bouwlagen. | 1800-1900 |                        | Molstraat 1a                                       | 52° 0' 35" NB, 4° 21' 34" OL | 0503/440  | Woonhuis, in blokje van twee gespiegelde huizen, 19de-eeuws van karakter, in traditioneel-classicistische vormen. Het is van belang als gaaf bewaard voorbeeld van een 'arbeiderswoning' met twee bouwlagen. |
| Winkelwoonhuis uit de 16de eeuw, mogelijk uit 1563, in renaissancevormen, gemoderniseerd en van een winkelpui voorzien in de 19de eeuw. Bijzondere hoofdstructuur met een kap met dwarskappen. | 1563      |                        | Molstraat 3                                        | 52° 0' 35" NB, 4° 21' 35" OL | 0503/443  | Winkelwoonhuis uit de 16de eeuw, mogelijk uit 1563, in renaissancevormen, gemoderniseerd en van een winkelpui voorzien in de 19de eeuw. Bijzondere hoofdstructuur met een kap met dwarskappen. |
| Pand , on opzet 17de-eeuws of ouder en mogelijk ooit behorend tot een groter geheel waarvan ook de Molstraat 9 deel uitmaakte en dat een gebouw of een reeks panden betrof met vrij forse afmetingen en met een zadeldak met de nok evenwijdig aan de straat. | 1600-1700 |                        | Molstraat 7                                        | 52° 0' 35" NB, 4° 21' 35" OL | 0503/444  | Pand , on opzet 17de-eeuws of ouder en mogelijk ooit behorend tot een groter geheel waarvan ook de Molstraat 9 deel uitmaakte en dat een gebouw of een reeks panden betrof met vrij forse afmetingen en met een zadeldak met de nok evenwijdig aan de straat. |
| Pand, in opzet 17de-eeuws of ouder en mogelijk behorend tot een groter geheel waar ook Molstraat 7 deel van uitmaakte en dat een gebouw of een reeks panden betrof met vrij forse afmetingen en met een zadeldak met de nok evenwijdig aan de straat. | 1600-1700 |                        | Molstraat 9                                        | 52° 0' 35" NB, 4° 21' 35" OL | 0503/445  | Pand, in opzet 17de-eeuws of ouder en mogelijk behorend tot een groter geheel waar ook Molstraat 7 deel van uitmaakte en dat een gebouw of een reeks panden betrof met vrij forse afmetingen en met een zadeldak met de nok evenwijdig aan de straat. |
| Pand met beneden- en bovenwoning, mogelijk vroeg-19de-eeuws of laat-18de-eeuws in sobere traditionele vormen. Voorgevel waarschijnlijk tegelijk met die van het links belendende pand ontstaan. | 1775-1825 |                        | Molstraat 21/23                                    | 52° 0' 35" NB, 4° 21' 36" OL | 0503/446  | Pand met beneden- en bovenwoning, mogelijk vroeg-19de-eeuws of laat-18de-eeuws in sobere traditionele vormen. Voorgevel waarschijnlijk tegelijk met die van het links belendende pand ontstaan. |
| Winkelwoonhuis, in oorsprong pand uit de 16de-17de eeuw en rond 1900 gewijzigd. Traditionele bouwtrant. | 1600-1700 |                        | Molstraat 56                                       | 52° 0' 36" NB, 4° 21' 37" OL | 0503/447  | Winkelwoonhuis, in oorsprong pand uit de 16de-17de eeuw en rond 1900 gewijzigd. Traditionele bouwtrant. |
| Bedrijfspand uit de tweede helft van de 19de eeuw in sobere eclectisch- traditionele vormen. Het is een goed en gaaf bewaard voorbeeld van 19de-eeuwse bedrijfsarchitectuur. | 1850-1900 |                        | Molstraat 64                                       | 52° 0' 36" NB, 4° 21' 37" OL | 0503/448  | Bedrijfspand uit de tweede helft van de 19de eeuw in sobere eclectisch- traditionele vormen. Het is een goed en gaaf bewaard voorbeeld van 19de-eeuwse bedrijfsarchitectuur. |
| Woonhuis, midden-19de-eeuws van karakter maar in oorsprong wellicht veel ouder. Voorgevel gemoderniseerd in de 19de eeuw. | 1800-1900 |                        | Oosteinde 169                                      | 52° 0' 43" NB, 4° 21' 52" OL | 0503/552  | Woonhuis, midden-19de-eeuws van karakter maar in oorsprong wellicht veel ouder. Voorgevel gemoderniseerd in de 19de eeuw. |
| Winkelwoonhuis in oorsprong wellicht 17de-eeuws of ouder, voorgevel rond 1905 opgetrokken in een traditionalistische bouwtrant met invloeden van de Nieuwe Kunst. Het is als geheel van belang vanwege de ontstaansgeschiedenis en de voorgevel is van belang als gaaf en goed voorbeeld van een tot in details verzorgde traditionalistische bouwtrant met invloeden van de Nieuwe Kunst kort na 1900.                                                                                    | 1600-1700 |                        | Oosteinde 187/189                                  | 52° 0' 43" NB, 4° 21' 49" OL | 0503/562  | Winkelwoonhuis in oorsprong wellicht 17de-eeuws of ouder, voorgevel rond 1905 opgetrokken in een traditionalistische bouwtrant met invloeden van de Nieuwe Kunst. Het is als geheel van belang vanwege de ontstaansgeschiedenis en de voorgevel is van belang als gaaf en goed voorbeeld van een tot in details verzorgde traditionalistische bouwtrant met invloeden van de Nieuwe Kunst kort na 1900.                                                                                    |
| Bedrijfspand met bovenwoning, gebouwd in de periode 1921-1925, in een bouwstijl met enigszins expressionistische maar ook nog traditionalistische kenmerken. | 1921-1925 |                        | Oosteinde 223/225                                  | 52° 0' 44" NB, 4° 21' 46" OL | 0503/565  | Bedrijfspand met bovenwoning, gebouwd in de periode 1921-1925, in een bouwstijl met enigszins expressionistische maar ook nog traditionalistische kenmerken. |
| Pand, in oorsprong 17de-eeuws of ouder, voorgevel in traditionele vormen, mogelijk uit de late 18de of vroege 19de eeuw. | 1600-1700 |                        | Oosteinde 231/233                                  | 52° 0' 44" NB, 4° 21' 45" OL | 0503/457  | Pand, in oorsprong 17de-eeuws of ouder, voorgevel in traditionele vormen, mogelijk uit de late 18de of vroege 19de eeuw. |
| Woonhuis in blokje van drie woningen met een voorgevel in rijke eclectische bouwtrant, in 1884 gebouwd door aannemer G. de Ronde. Het blokje is symmetrisch opgezet met een accent op het middelste pand waarvan de gevel als risaliet naar voren springt en iets rijker is behandeld. Het pand is van belang als onderdeel van het blokje Oude Delft 12/12a/12b. | 1884      | G. Ronde, de           | Oude Delft 12                                      | 52° 0' 29" NB, 4° 21' 32" OL | 0503/759  | Woonhuis in blokje van drie woningen met een voorgevel in rijke eclectische bouwtrant, in 1884 gebouwd door aannemer G. de Ronde. Het blokje is symmetrisch opgezet met een accent op het middelste pand waarvan de gevel als risaliet naar voren springt en iets rijker is behandeld. Het pand is van belang als onderdeel van het blokje Oude Delft 12/12a/12b. |
| Woonhuis in blokje van drie woningen met een voorgevel in rijke eclectische bouwtrant, in 1884 gebouwd door aannemer G. de Ronde. Het blokje is symmetrisch opgezet met een accent op het middelste pand waarvan de gevel als risaliet naar voren springt en iets rijker is behandeld. Het pand is van belang als onderdeel van het blokje Oude Delft 12/12a/12b. | 1884      | G. Ronde, de           | Oude Delft 12a                                     | 52° 0' 29" NB, 4° 21' 32" OL | 0503/760  | Woonhuis in blokje van drie woningen met een voorgevel in rijke eclectische bouwtrant, in 1884 gebouwd door aannemer G. de Ronde. Het blokje is symmetrisch opgezet met een accent op het middelste pand waarvan de gevel als risaliet naar voren springt en iets rijker is behandeld. Het pand is van belang als onderdeel van het blokje Oude Delft 12/12a/12b. |
| Woonhuis in blokje van drie woningen met een voorgevel in rijke eclectische bouwtrant, in 1884 gebouwd door aannemer G. de Ronde. Het blokje is symmetrisch opgezet met een accent op het middelste pand waarvan de gevel als risaliet naar voren springt en iets rijker is behandeld. Het pand is van belang als onderdeel van het blokje Oude Delft 12/12a/12b. | 1884      | G. Ronde, de           | Oude Delft 12b                                     | 52° 0' 29" NB, 4° 21' 32" OL | 0503/761  | Woonhuis in blokje van drie woningen met een voorgevel in rijke eclectische bouwtrant, in 1884 gebouwd door aannemer G. de Ronde. Het blokje is symmetrisch opgezet met een accent op het middelste pand waarvan de gevel als risaliet naar voren springt en iets rijker is behandeld. Het pand is van belang als onderdeel van het blokje Oude Delft 12/12a/12b. |
| Woonhuis, in 1884 gebouwd door H.H. Bruigom in een vrij rijke eclectische bouwtrant. | 1884      | Bruigom                | Oude Delft 32                                      | 52° 0' 31" NB, 4° 21' 31" OL | 0503/762  | Woonhuis, in 1884 gebouwd door H.H. Bruigom in een vrij rijke eclectische bouwtrant. |
| Woonhuis met traditionalistisch-classicistisch vormgegeven voorgevel, mogelijk uit het begin van de 19de eeuw. Pand in opzet wellicht ouder. | 1800-1825 |                        | Oude Delft 34                                      | 52° 0' 32" NB, 4° 21' 30" OL | 0503/763  | Woonhuis met traditionalistisch-classicistisch vormgegeven voorgevel, mogelijk uit het begin van de 19de eeuw. Pand in opzet wellicht ouder. |
| |           |                        | Oude Delft 40                                      | 52° 0' 33" NB, 4° 21' 30" OL | 0503/1881 | |
| Woonhuis, ontstaan door samentrekking van twee panden, ingrijpend verbouwd in 1916 toen er een bankkantoor in is gevestigd. Voorgevel in sobere traditioneel-classicistische bouwtrant, waarschijnlijk 19de-eeuws en gewijzigd in 1916. Middeleeuwse kelder. | 1800-1900 |                        | Oude Delft 54                                      | 52° 0' 34" NB, 4° 21' 29" OL | 0503/764  | Woonhuis, ontstaan door samentrekking van twee panden, ingrijpend verbouwd in 1916 toen er een bankkantoor in is gevestigd. Voorgevel in sobere traditioneel-classicistische bouwtrant, waarschijnlijk 19de-eeuws en gewijzigd in 1916. Middeleeuwse kelder. |
| Woonhuis, voormalig winkelwoonhuis. Voorgevel met winkelpui 19de-eeuws, pand in opzet ouder, wellicht 16de-eeuws. Het is architectuurhistorisch van belang als goed en gaaf voorbeeld van verzorgde eclectisch-classicistische architectuur. Het is bouwhistorisch interessant vanwege de oude bouwkundige structuur. | 1800-1900 |                        | Oude Delft 62                                      | 52° 0' 35" NB, 4° 21' 28" OL | 0503/767  | Woonhuis, voormalig winkelwoonhuis. Voorgevel met winkelpui 19de-eeuws, pand in opzet ouder, wellicht 16de-eeuws. Het is architectuurhistorisch van belang als goed en gaaf voorbeeld van verzorgde eclectisch-classicistische architectuur. Het is bouwhistorisch interessant vanwege de oude bouwkundige structuur. |
| Winkelwoonhuis in 1884 gebouwd in een sobere eclectisch-classicistische vormen. Pui uit het begin van de 20ste eeuw. | 1884      |                        | Oude Delft 76                                      | 52° 0' 36" NB, 4° 21' 27" OL | 0503/768  | Winkelwoonhuis in 1884 gebouwd in een sobere eclectisch-classicistische vormen. Pui uit het begin van de 20ste eeuw. |
| Winkelwoonhuis, in het laatste kwart van de 19de eeuw gebouwd, mogelijk in 1884, in een sobere eclectisch-classicistische bouwtrant. Het voorhuis is van belang als goed en gaaf bewaard winkelpand in een verorgde sobere eclectisch-classicistische architectuur met een bijzondere hoekoplossing. | 1884      |                        | Oude Delft 78                                      | 52° 0' 37" NB, 4° 21' 27" OL | 0503/769  | Winkelwoonhuis, in het laatste kwart van de 19de eeuw gebouwd, mogelijk in 1884, in een sobere eclectisch-classicistische bouwtrant. Het voorhuis is van belang als goed en gaaf bewaard winkelpand in een verorgde sobere eclectisch-classicistische architectuur met een bijzondere hoekoplossing. |
| Winkelwoonhuis, in de tweede helft van de 19de eeuw gebouwd in een sobere traditioneel-classicistische bouwtrant. Onderpui uit 1923 in traditionalistisch-classicistische vormen. | 1850-1900 |                        | Oude Delft 82/84                                   | 52° 0' 37" NB, 4° 21' 26" OL | 0503/770  | Winkelwoonhuis, in de tweede helft van de 19de eeuw gebouwd in een sobere traditioneel-classicistische bouwtrant. Onderpui uit 1923 in traditionalistisch-classicistische vormen. |
| Kosterswoning van de Remonstrantse kerk, de Genestetkerk. Traditioneel vormgegeven pand. Grotendeels in 1863 tot stand gekomen bij een verbouwing en verhoging van een ouder pand. Het is op zichzelf van belang en vanwege de relatie met het kerkgebouw van de Remonstrantse kerk. | 1863      |                        | Oude Delft 104                                     | 52° 0' 38" NB, 4° 21' 25" OL | 0503/772  | Kosterswoning van de Remonstrantse kerk, de Genestetkerk. Traditioneel vormgegeven pand. Grotendeels in 1863 tot stand gekomen bij een verbouwing en verhoging van een ouder pand. Het is op zichzelf van belang en vanwege de relatie met het kerkgebouw van de Remonstrantse kerk. |
| Woonhuis uit het laatste kwart van de 19de eeuw in sobere traditioneel- classicistische vormen. | 1875-1900 |                        | Oude Delft 108                                     | 52° 0' 39" NB, 4° 21' 25" OL | 0503/775  | Woonhuis uit het laatste kwart van de 19de eeuw in sobere traditioneel- classicistische vormen. |
| Woonhuis met voorgevel in sobere traditioneel-classicistische vormen uit de late 19de of vroege 20ste eeuw. In oorsprong mogelijk ouder. | 1875-1925 |                        | Oude Delft 122                                     | 52° 0' 41" NB, 4° 21' 23" OL | 0503/778  | Woonhuis met voorgevel in sobere traditioneel-classicistische vormen uit de late 19de of vroege 20ste eeuw. In oorsprong mogelijk ouder. |
| Woonhuis met voorgevel in sobere eclectisch-classicistische trant uit de tweede helft van de 19de eeuw. | 1850-1900 |                        | Oude Delft 122a                                    | 52° 0' 41" NB, 4° 21' 23" OL | 0503/779  | Woonhuis met voorgevel in sobere eclectisch-classicistische trant uit de tweede helft van de 19de eeuw. |
| Winkelwoonhuis met voorgevel uit 1905, ontworpen door C. J. L. Kersbergen in een verzorgde bouwstijl met duidelijke invloeden van de Nieuwe Kunst | 1905      | C. J. L. Kersbergen    | Oude Langendijk 1, koornmarkt 84                   | 52° 0' 39" NB, 4° 21' 30" OL | 0503/4155 | Winkelwoonhuis met voorgevel uit 1905, ontworpen door C. J. L. Kersbergen in een verzorgde bouwstijl met duidelijke invloeden van de Nieuwe Kunst |
| Winkelpand met voorgevel uit 1911, voor P. de Gruyter & Zn., door W.G. Welsing, in Jugendstilvormen ontworpen. Oudere kern. Moderne pui. | 1911      | P. Gruyter, de & Zn.   | Oude Langendijk 2                                  | 52° 0' 39" NB, 4° 21' 30" OL | 0503/677  | Winkelpand met voorgevel uit 1911, voor P. de Gruyter & Zn., door W.G. Welsing, in Jugendstilvormen ontworpen. Oudere kern. Moderne pui. |
| Winkelwoonhuis met sobere traditionalistisch-classicistische voorgevel uit laatste kwart van 19de eeuw. | 1875-1899 |                        | Oude Langendijk 3/3a/3b/3c/4                       | 52° 0' 39" NB, 4° 21' 31" OL | 0503/678  | Winkelwoonhuis met sobere traditionalistisch-classicistische voorgevel uit laatste kwart van 19de eeuw. |
| Winkelwoonhuis, in 1894 gebouwd in een eclectische stijl met neo-renaissance elementen. Winkelpui uit 1960. Het is typologisch van belang als voorbeeld van een winkelwoonhuis met opslagzolders. Het is van belang als goed voorbeeld van de eclectische bouwstijl, geïnspireerd op de Hollandse renaissance, zoals die rond 1900 in zwang was. | 1894      |                        | Oude Langendijk 4 en 4a                            | 52° 0' 39" NB, 4° 21' 31" OL | 0503/680  | Winkelwoonhuis, in 1894 gebouwd in een eclectische stijl met neo-renaissance elementen. Winkelpui uit 1960. Het is typologisch van belang als voorbeeld van een winkelwoonhuis met opslagzolders. Het is van belang als goed voorbeeld van de eclectische bouwstijl, geïnspireerd op de Hollandse renaissance, zoals die rond 1900 in zwang was. |
| Winkelwoonhuis, in 1899 gebouwd naar een ontwerp van C.J.L. Kersbergen in de stijl van de Nieuwe Kunst. Winkelpui uit 1932 in art-decovormen, ontworpen door J. Mol. | 1899      | C.J.L. Kersbergen      | Oude Langendijk 8/8a                               | 52° 0' 40" NB, 4° 21' 32" OL | 0503/1883 | Winkelwoonhuis, in 1899 gebouwd naar een ontwerp van C.J.L. Kersbergen in de stijl van de Nieuwe Kunst. Winkelpui uit 1932 in art-decovormen, ontworpen door J. Mol. |
| Winkelwoonhuis, in de tweede helft van de 19de eeuw gebouwd in een eclectisch classicistische bouwstijl. Pui uit 1992. Het is van architectuurhistorisch belang als voorbeeld van een eclectische bouwstijl met classicistische elementen. | 1850-1900 |                        | Oude Langendijk 10                                 | 52° 0' 40" NB, 4° 21' 32" OL | 0503/682  | Winkelwoonhuis, in de tweede helft van de 19de eeuw gebouwd in een eclectisch classicistische bouwstijl. Pui uit 1992. Het is van architectuurhistorisch belang als voorbeeld van een eclectische bouwstijl met classicistische elementen. |
| Winkelwoonhuis, in opzet wellicht 16de of 17de-eeuws, voorgevel ca. 1880 gemoderniseerd in eclectische stijl. | 1600-1700 |                        | Oude Langendijk 14                                 | 52° 0' 40" NB, 4° 21' 33" OL | 0503/683  | Winkelwoonhuis, in opzet wellicht 16de of 17de-eeuws, voorgevel ca. 1880 gemoderniseerd in eclectische stijl. |
| Winkelwoonhuis, voorgevel in sobere traditioneel-lassicistische vormen, waarschijnlijk uit eind 18de of begin 19de eeuw. Pand in opzet wellicht 16de of 17de-eeuws. | 1800-1900 |                        | Oude Langendijk 17                                 | 52° 0' 40" NB, 4° 21' 34" OL | 0503/681  | Winkelwoonhuis, voorgevel in sobere traditioneel-lassicistische vormen, waarschijnlijk uit eind 18de of begin 19de eeuw. Pand in opzet wellicht 16de of 17de-eeuws. |
| Woonhuis, 19de-eeuws van karakter maar in opzet mogelijk 17de-eeuws of ouder. | 1800-1900 |                        | Papenstraat 14                                     | 52° 0' 44" NB, 4° 21' 29" OL | 0503/521  | Woonhuis, 19de-eeuws van karakter maar in opzet mogelijk 17de-eeuws of ouder. |
| Woonhuis, in opzet 16de- of 17de-eeuws, in de 19de eeuw gewijzigd. De oude hoofdstructuur is deels bewaard gebleven. Het huis was oorspronkelijk hoger en had een kap met een nok loodrecht op de straat. Tevens van belang vanwege de herkenbaarheid van de lokaal topografische ontwikkeling. | 1600-1700 |                        | Papenstraat 16                                     | 52° 0' 44" NB, 4° 21' 29" OL | 0503/524  | Woonhuis, in opzet 16de- of 17de-eeuws, in de 19de eeuw gewijzigd. De oude hoofdstructuur is deels bewaard gebleven. Het huis was oorspronkelijk hoger en had een kap met een nok loodrecht op de straat. Tevens van belang vanwege de herkenbaarheid van de lokaal topografische ontwikkeling. |
| Winkelwoonhuis met voorgevel in sobere 19de-eeuwse traditioneel-classi- cistische vormen maar in opzet mogelijk ouder. | 1800-1900 |                        | Peperstraat 7                                      | 52° 0' 37" NB, 4° 21' 28" OL | 0503/525  | Winkelwoonhuis met voorgevel in sobere 19de-eeuwse traditioneel-classi- cistische vormen maar in opzet mogelijk ouder. |
| Winkelwoonhuis, in 1892 gebouwd volgens ontwerp van C.J.L. Kersbergen in een sobere eclectisch-classicistische bouwtrant. het is van belang in het oeuvre van C.J.L. Kersbergen. | 1892      | C.J.L. Kersbergen      | Peperstraat 9                                      | 52° 0' 37" NB, 4° 21' 28" OL | 0503/526  | Winkelwoonhuis, in 1892 gebouwd volgens ontwerp van C.J.L. Kersbergen in een sobere eclectisch-classicistische bouwtrant. het is van belang in het oeuvre van C.J.L. Kersbergen. |
| Winkelwoonhuis, voorgevel in 1887 gebouwd in neo-renaissance stijl. | 1887      |                        | Voldersgracht 4/4a                                 | 52° 0' 43" NB, 4° 21' 29" OL | 0503/588  | Winkelwoonhuis, voorgevel in 1887 gebouwd in neo-renaissance stijl. |
| Winkelwoonhuis, voorgevel in sobere 19de-eeuwse vormen, pand in opzet wellicht uit 16de- of 17de eeuw. Een toegevoegde waarde wordt gevormd door de ligging op de hoek van Voldersgracht en Papenstraat. | 1500-1700 |                        | Voldersgracht 7                                    | 52° 0' 43" NB, 4° 21' 30" OL | 0503/646  | Winkelwoonhuis, voorgevel in sobere 19de-eeuwse vormen, pand in opzet wellicht uit 16de- of 17de eeuw. Een toegevoegde waarde wordt gevormd door de ligging op de hoek van Voldersgracht en Papenstraat. |
| Winkelwoonhuis met voorgevel in sobere 19de-eeuwse vormen, in opzet wellicht ouder. | 1800      |                        | Voldersgracht 17                                   | 52° 0' 44" NB, 4° 21' 33" OL | 0503/647  | Winkelwoonhuis met voorgevel in sobere 19de-eeuwse vormen, in opzet wellicht ouder. |
| Winkelwoonhuis, in opzet uit de 17de eeuw, gemoderniseerd en van een lijst- gevel voorzien rond het begin van de 19de eeuw. | 1600-1700 |                        | Voldersgracht 20                                   | 52° 0' 44" NB, 4° 21' 33" OL | 0503/649  | Winkelwoonhuis, in opzet uit de 17de eeuw, gemoderniseerd en van een lijst- gevel voorzien rond het begin van de 19de eeuw. |
| Tuinmuur, mogelijk 19de-eeuws of ouder | 1800-1900 |                        | Voldersgracht 20, aan De Vlouw (voorheen 5a)       | 52° 0' 44" NB, 4° 21' 33" OL | 0503/1757 | Upload foto |
| Winkelwoonhuis, in opzet wellicht 16de-eeuws, gevel gemoderniseerd in de 19de eeuw en in 1937 van een nieuwe pui voorzien. In de 17de eeuw maakte het deel uit van het complex van het St. Lucasgildehuis. In oorsprong maakte het mogelijk deel uit van het Oude Mannenhuis. | 1500-1600 |                        | Voldersgracht 22                                   | 52° 0' 45" NB, 4° 21' 35" OL | 0503/650  | Winkelwoonhuis, in opzet wellicht 16de-eeuws, gevel gemoderniseerd in de 19de eeuw en in 1937 van een nieuwe pui voorzien. In de 17de eeuw maakte het deel uit van het complex van het St. Lucasgildehuis. In oorsprong maakte het mogelijk deel uit van het Oude Mannenhuis. |
| Winkelwoonhuis, voorgevel laat 18de- of vroeg-19de-eeuws, pand in opzet mogelijk ouder. Winkelpui uit 1932. | 1850-1925 |                        | Voldersgracht 23                                   | 52° 0' 45" NB, 4° 21' 35" OL | 0503/651  | Winkelwoonhuis, voorgevel laat 18de- of vroeg-19de-eeuws, pand in opzet mogelijk ouder. Winkelpui uit 1932. |
| Winkelwoonhuis, voorgevel in sobere 19de-eeuwse vormen met pui uit 1893, in opzet wellicht ouder, mogelijk 16de of 17de-eeuws. | 1500-1699 |                        | Voldersgracht 25/25a                               | 52° 0' 45" NB, 4° 21' 35" OL | 0503/791  | Winkelwoonhuis, voorgevel in sobere 19de-eeuwse vormen met pui uit 1893, in opzet wellicht ouder, mogelijk 16de of 17de-eeuws. |
| Groot winkelwoonhuis uit het laatste kwart van de 19de eeuw in een eclectische bouwtrant. | 1875-1899 |                        | Voldersgracht 26/27                                | 52° 0' 45" NB, 4° 21' 36" OL | 0503/793  | Groot winkelwoonhuis uit het laatste kwart van de 19de eeuw in een eclectische bouwtrant. |
| Winkelwoonhuis met vrijstaand achterhuis, voorgevel in 19de-eeuwse vormen, in opzet ouder. | 1800-1900 |                        | Voldersgracht 28                                   | 52° 0' 45" NB, 4° 21' 36" OL | 0503/795  | Winkelwoonhuis met vrijstaand achterhuis, voorgevel in 19de-eeuwse vormen, in opzet ouder. |
| Winkelwoonhuis, in 19de eeuw gebouwd in een sobere eclectisch-classicistische stijl. | 1800      |                        | Voldersgracht 30/30a                               | 52° 0' 46" NB, 4° 21' 37" OL | 0503/796  | Winkelwoonhuis, in 19de eeuw gebouwd in een sobere eclectisch-classicistische stijl. |
| Winkelwoonhuis in opzet wellicht 16de-eeuws. Voorgevel begin 20ste eeuw vernieuwd in oude hoofdvormen mogelijk met hergebruik van de gevelankers. | 1500      |                        | Voldersgracht 31/31a                               | 52° 0' 46" NB, 4° 21' 37" OL | 0503/798  | Winkelwoonhuis in opzet wellicht 16de-eeuws. Voorgevel begin 20ste eeuw vernieuwd in oude hoofdvormen mogelijk met hergebruik van de gevelankers. |
| Winkelwoonhuis, 19de-eeuws van karakter maar in opzet mogelijk ouder. Het is van belang in samenhang met het rechts belendende pand. | 1800-1900 |                        | Vrouwjuttenland 17                                 | 52° 0' 47" NB, 4° 21' 35" OL | 0503/832  | Winkelwoonhuis, 19de-eeuws van karakter maar in opzet mogelijk ouder. Het is van belang in samenhang met het rechts belendende pand. |
| Winkelwoonhuis, 19de-eeuws van karakter maar in opzet mogelijk ouder. | 1800-1900 |                        | Vrouwjuttenland 19                                 | 52° 0' 47" NB, 4° 21' 35" OL | 0503/833  | Winkelwoonhuis, 19de-eeuws van karakter maar in opzet mogelijk ouder. |
| Winkelwoonhuis, linker deel van dubbelpand met voorgevel uit ca. 1800. In opzet ouder en als individueel pand gebouwd. het is met het rechts belendende pand van belang vanwege de herkenbaarheid van de lokaal topografische ontwikkeling | 1800      |                        | Vrouwjuttenland 21                                 | 52° 0' 47" NB, 4° 21' 34" OL | 0503/834  | Winkelwoonhuis, linker deel van dubbelpand met voorgevel uit ca. 1800. In opzet ouder en als individueel pand gebouwd. het is met het rechts belendende pand van belang vanwege de herkenbaarheid van de lokaal topografische ontwikkeling |
| Winkelwoonhuis, rechter deel van dubbelpand met voorgevel uit ca. 1800. In opzet ouder en als individueel pand gebouwd. | 1800      |                        | Vrouwjuttenland 23                                 | 52° 0' 47" NB, 4° 21' 34" OL | 0503/625  | Winkelwoonhuis, rechter deel van dubbelpand met voorgevel uit ca. 1800. In opzet ouder en als individueel pand gebouwd. |
| Winkelwoonhuis, vroeg-19de-eeuws van karakter maar mogelijk ouder, met winkelpui uit 1934 ontworpen door E.H. Luxemburg. In hoofdvorm thans een geheel vormend met het rechts belendende pand. | 1800-1900 | E.H. Luxemburg         | Vrouwjuttenland 25                                 | 52° 0' 47" NB, 4° 21' 34" OL | 0503/610  | Winkelwoonhuis, vroeg-19de-eeuws van karakter maar mogelijk ouder, met winkelpui uit 1934 ontworpen door E.H. Luxemburg. In hoofdvorm thans een geheel vormend met het rechts belendende pand. |
| Winkelwoonhuis, vroeg-19de-eeuws van karakter maar mogelijk ouder, met winkelpui uit 1934, ontworpen door J.Schaap. In de hoofdvorm thans een geheel vormend met het links belendende pand. | 1800-1900 | J. Schaap              | Vrouwjuttenland 27                                 | 52° 0' 47" NB, 4° 21' 34" OL | 0503/609  | Winkelwoonhuis, vroeg-19de-eeuws van karakter maar mogelijk ouder, met winkelpui uit 1934, ontworpen door J.Schaap. In de hoofdvorm thans een geheel vormend met het links belendende pand. |
| Winkelwonhuis, in oorsprong 17de-eeuws of ouder. Voorste gedeelte gemoderniseerd in de 18de eeuw en voorzien van een lijstgevel in Lodewijk XIV- vormen. Pui in 1920 ontworpen door E.H. Luxemburg. | 1600-1700 | E.H. Luxemburg         | Vrouwjuttenland 29/31                              | 52° 0' 47" NB, 4° 21' 34" OL | 0503/411  | Winkelwonhuis, in oorsprong 17de-eeuws of ouder. Voorste gedeelte gemoderniseerd in de 18de eeuw en voorzien van een lijstgevel in Lodewijk XIV- vormen. Pui in 1920 ontworpen door E.H. Luxemburg. |
| Winkelwoonhuis, 19de-eeuws van karakter maar in opzet mogelijk ouder. | 1800-1899 |                        | Vrouwjuttenland 35/35a/35b/35c                     | 52° 0' 47" NB, 4° 21' 33" OL | 0503/835  | Winkelwoonhuis, 19de-eeuws van karakter maar in opzet mogelijk ouder. |
| Winkelwoonhuis, in opzet 17de-eeuws of ouder, voorgevel 19de-eeuws in traditioneel-classicistische vormen. | 1600-1700 |                        | Choorstraat 49, VrouwJuttenland 37/37a             | 52° 0' 47" NB, 4° 21' 33" OL | 0503/263  | Winkelwoonhuis, in opzet 17de-eeuws of ouder, voorgevel 19de-eeuws in traditioneel-classicistische vormen. |
| Winkelwoonhuis, 19de-eeuws van karakter maar in opzet mogelijk ouder. | 1800-1899 |                        | Vrouwjuttenland 39/41                              | 52° 0' 47" NB, 4° 21' 33" OL | 0503/606  | Winkelwoonhuis, 19de-eeuws van karakter maar in opzet mogelijk ouder. |
| Winkelwoonhuis, 18de-eeuws van karakter, maar in opzet mogelijk ouder. Pui en gootlijst uit de jaren '20-'30. | 1700-1800 |                        | Vrouwjuttenland 43                                 | 52° 0' 48" NB, 4° 21' 32" OL | 0503/605  | Winkelwoonhuis, 18de-eeuws van karakter, maar in opzet mogelijk ouder. Pui en gootlijst uit de jaren '20-'30. |
| Winkelwoonhuis in 1540 gebouwd als groot pand, mogelijk deels bedrijfspand, met de naam "Het Oude Schaeck". Voorgevel uit 1937 in zeer sobere traditionalistische vormen. Pand is historisch mede van belang door de forse opzet met een achterhuis die met de vroeger belangrijke Delftse brouwnijverheid in verband kan worden gebracht. | 1540      |                        | Wijnhaven 20/20a t/m 20d                           | 52° 0' 41" NB, 4° 21' 27" OL | 0503/592  | Winkelwoonhuis in 1540 gebouwd als groot pand, mogelijk deels bedrijfspand, met de naam "Het Oude Schaeck". Voorgevel uit 1937 in zeer sobere traditionalistische vormen. Pand is historisch mede van belang door de forse opzet met een achterhuis die met de vroeger belangrijke Delftse brouwnijverheid in verband kan worden gebracht. |